# Koelsch-Radikal

Zwei von vielen denkbaren mesomeren Grenzstrukturen des Koelsch-Radikals.

In der Chemie ist das Koelsch-Radikal, auch Kölsch-Radikal, ein besonders stabiles kohlenstoffzentriertes Radikal. Dies ist begründet in der Vielzahl von außergewöhnlich stabilen mesomeren Grenzstrukturen.

## Herstellung
Die Umsetzung von α,γ-Bisdiphenylen-β-phenylallylchlorid mit Quecksilber führt zur Bildung des Koelsch-Radikals.

## Reaktivität
Es kann in verschiedene andere chemische Substanzen, ein „blaues Anion, ein Dianion-Radikal von vermutlich gelber Farbe und ein rotes Trianion“, umgewandelt werden.

## Benennung
Das Koelsch-Radikal wurde nach C. Frederick Koelsch benannt, Professor für organische Chemie an der University of Minnesota.